# 雅各布·尼納
雅各布·尼納（英語：Jacob Nena，1941年10月10日—2022年7月6日），第4任密克羅尼西亞聯邦總統，在任時間是1997年到1999年。

## 生平
雅各布于1964至1969年就讀於關島學院（英語：College of Guam），獲得政治學學位並輔修英語及經濟學專業。1971年獲得美國東西方中心的資助，且同時在夏威夷大学攻讀研究生學位。1972年畢業于夏威夷大學馬諾阿分校公共行政和商業管理專業，獲得文學碩士學位。
1991年雅各布當選爲密聯邦第四任副總統，1995年連任。1996年7月，時任總統貝利·奧爾特因中風而無法正常履行職務而成為代理總統，到貝利在1997年任期屆滿後升任為正總統，1999年雅各布任滿後離職退休。
雖然雅各布總統在任時期未訪問過中國，但是他在1992年，在擔任副總統的時期隨行奧爾特總統訪問過中國一次。
2022年7月6日，退休23年的密聯邦前總統雅各布·尼納在美國加州薩克拉門托病逝，終年80歲。